# Tom Mix
Pour les articles homonymes, voir Mix.

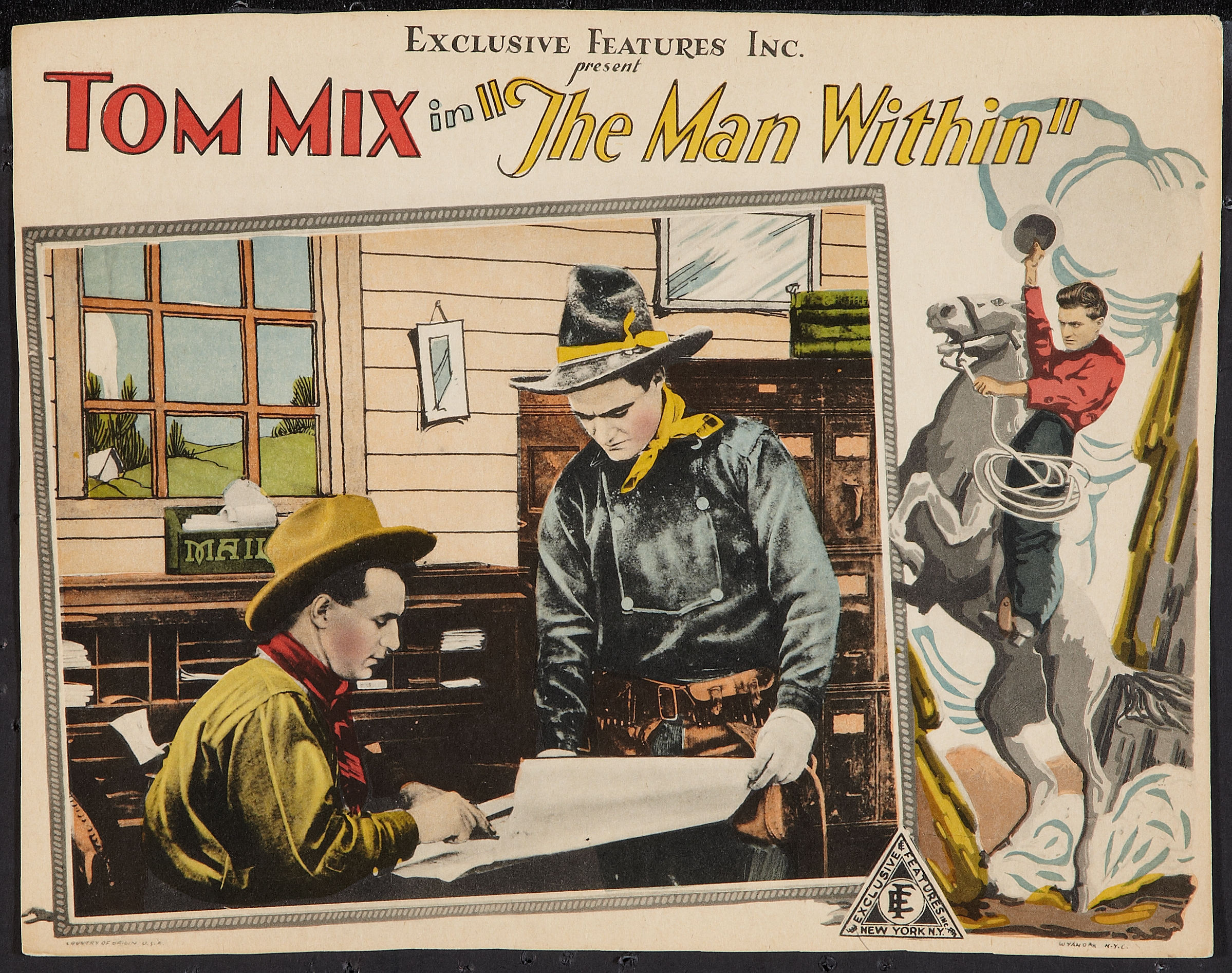
Photo d'exploitation de The Man Within, un film que Tom Mix dirige lui-même en 1916.

Thomas Edwin Mix  (né Thomas Hezikiah Mix) est un acteur, réalisateur, scénariste et producteur américain né le 6 janvier 1880 à Mix Run en Pennsylvanie et mort le 12 octobre 1940 à Florence en Arizona. Il est apparu dans plus de 300 films, principalement des westerns.

## Biographie
Tomas Hezikiah Mix est né à Mix Run (Pennsylvanie) ou dans ses environs le 6 janvier 1880.
Il s'engage dans l'armée en avril 1898, sous le nom de Thomas E. Mix (il préféra toute sa vie utiliser comme second prénom Edwin, le prénom de son père, à la place d'Hezekiah). Démobilisé en 1901, il se rengage pour trois autres années. Toutefois, lors d'une permission en 1902, il se marie avec Grace Allin. Bien qu'à la suite de ce mariage, il ne soit pas retourné à l'armée et donc déclaré déserteur, il ne passa jamais en cour martiale.
Tom se rend à l'Ouest en Territoire Indien peu après son mariage et y exerce un certain nombre de métiers, barman, manœuvre, cow-boy... Grace ne s'habitue pas aux Territoires indiens et retourne en Pennsylvanie en 1903, et son père fait annuler son mariage peu après. En 1905, Tom épouse Kitty Perinne, dont le père est propriétaire de l'hôtel où il réside à Oklahoma City. Ce second mariage ne dure pas beaucoup plus longtemps que le premier et ils divorcent en 1906.
Alors qu'il est barman à Guthrie (Oklahoma), Tom rencontre deux des frères Miller, propriétaires du 101 Ranch, qui l'engagent comme cow-boy. Son habileté à cheval permet à Tom de jouer dans leur 101 Ranch Wild West Show et cette incursion dans le show business l'amènera finalement à être une star du cinéma. Son premier film, Ranch Life in the Great Southwest, est en effet tourné par la Selig Polyscope Company, dans un ranch des environs de Dewey.
En 1909, Tom épouse Olive Stokes (en), une cowgirl accomplie originaire de Dewey (Oklahoma), qu'il avait rencontrée à l'Exposition universelle de 1904 à Saint-Louis (Missouri) alors qu'elle n'avait que 17 ans. Ensemble, ils auront une fille, Nadine "Ruth" Mix, qui deviendra actrice et artiste de cirque.
Entre 1909 et 1917, Tom joue dans plus de 230 films pour la Selig. Il est intéressant de noter qu'alors que Tom Mix est universellement connu comme une star du western, plus d'une centaine de ces films n'étaient pas des westerns. En 1915, une jeune femme, Victoria Forde, est engagée par Selig pour jouer dans ses films. Peu après Tom et Olive divorcent...

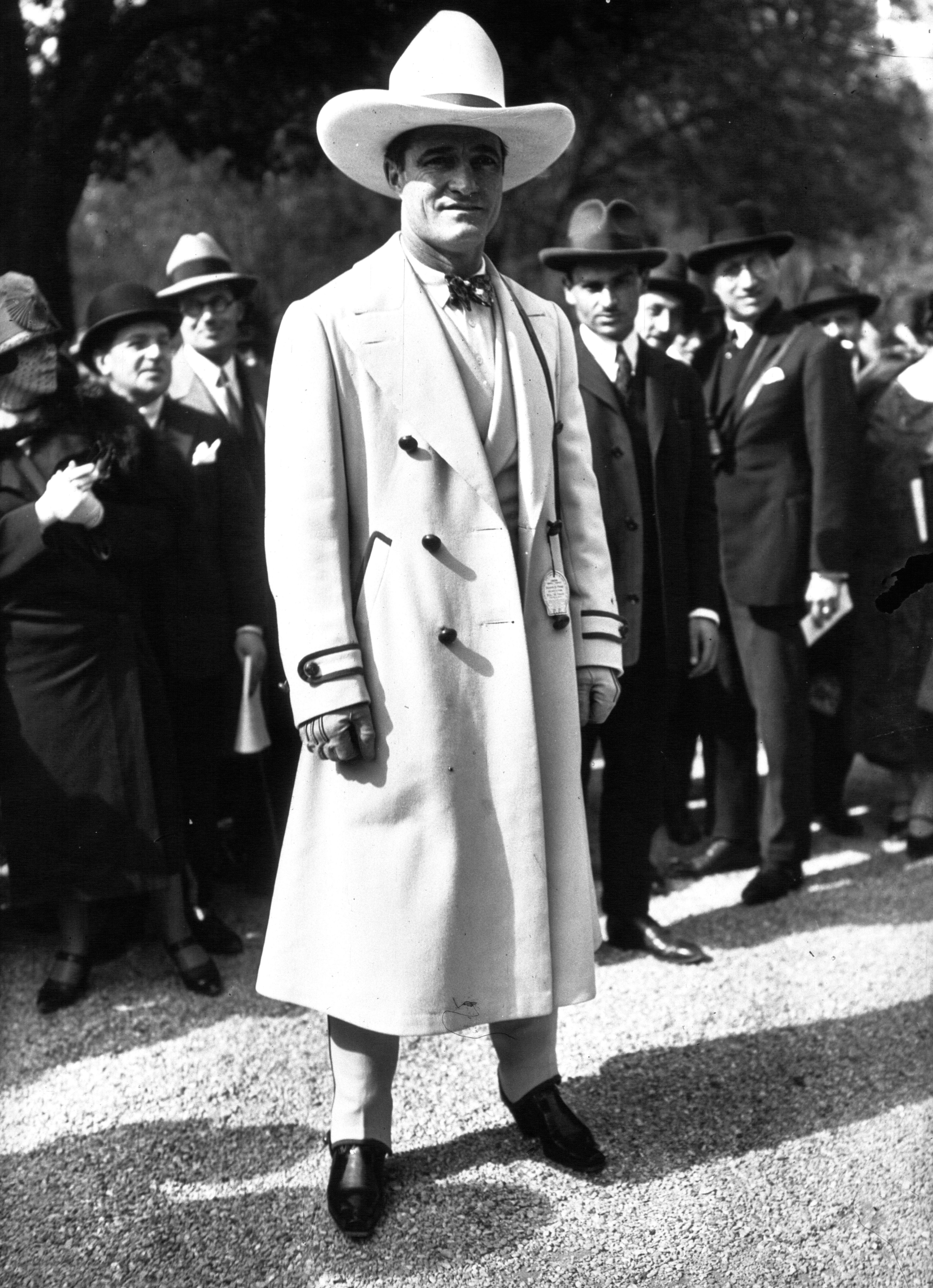
Tom Mix 1925

En 1917, la Selig Polyscope Company, en proie à des problèmes financiers, suggère que l'on ne nourrisse pas les chevaux lorsqu'ils ne sont pas utilisés dans les tournages et demande à Tom de licencier plusieurs de ses amis cowboys. Tom quitte alors Selig et contacte William Fox, propriétaire des studios Fox, qui l'engage avec ses chevaux et ses cowboys.
Tom a été bénéfique pour la Fox et la Fox le lui a bien rendu. Lorsqu'il a été engagé, il était payé 350 dollars par semaine, ce qui était déjà beaucoup pour 1917, mais il devint plus tard une des stars de cinéma les mieux payées avec plus de 17 000 dollars par semaine. Au départ, les films tournés par la Fox étaient du même type que ceux de la Selig, c'est-à-dire d'une seule bobine. Le public en eut assez de ces films de 15 minutes et réclama des films plus longs. Les films s'allongèrent au fur et à mesure que sa popularité grandissait. Le fait d'être distribué par la Fox lui donna une audience beaucoup plus importante qu'avec Selig, ce qui a sans aucun doute contribué à faire d'un acteur prolifique une star mondiale du cinéma. Tom Mix fit 85 films avec la Fox, ce qui le rendit millionnaire, de même que William Fox.
Après avoir quitté la Fox, en 1928-1929, il fait cinq films muets pour Film Booking Office, la société de Joe Kennedy Sr., le père de John F. Kennedy. Puis pour trois saisons, 1929-1930-1931, il rejoint le Sells-Floto Circus.
Dans les années 1930, il revient au cinéma et fait neuf films parlants pour Universal entre 1932 et 1933, et son dernier film est un feuilleton en 15 épisodes, Le Cavalier miracle (The Miracle Rider), en 1935,.
Tom Mix décède lors d'un accident d'automobile le 12 octobre 1940, près de Florence (Arizona).

## Filmographie

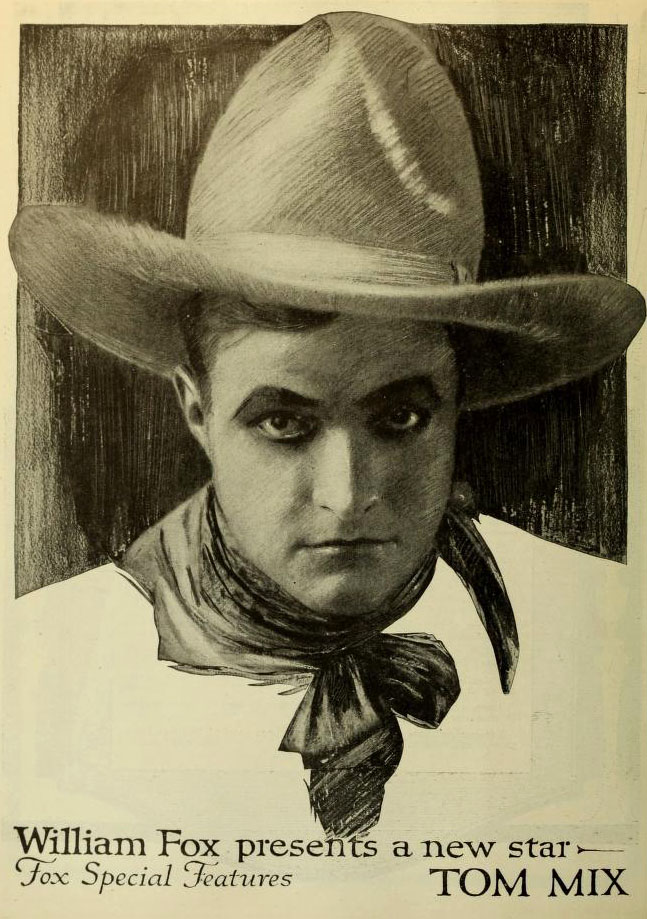
Publicité (1917).
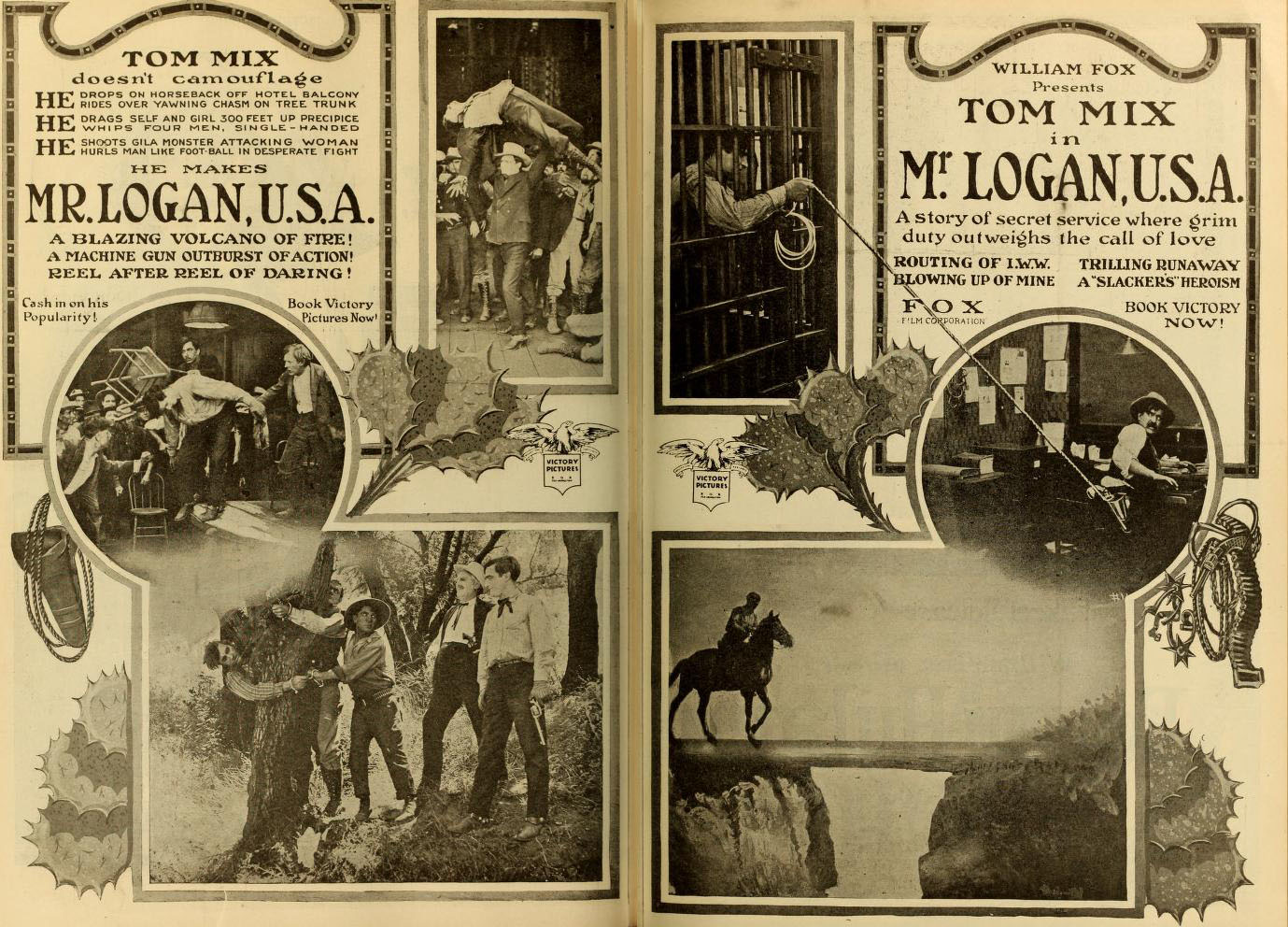
Mr. Logan, U.S.A. (1918).
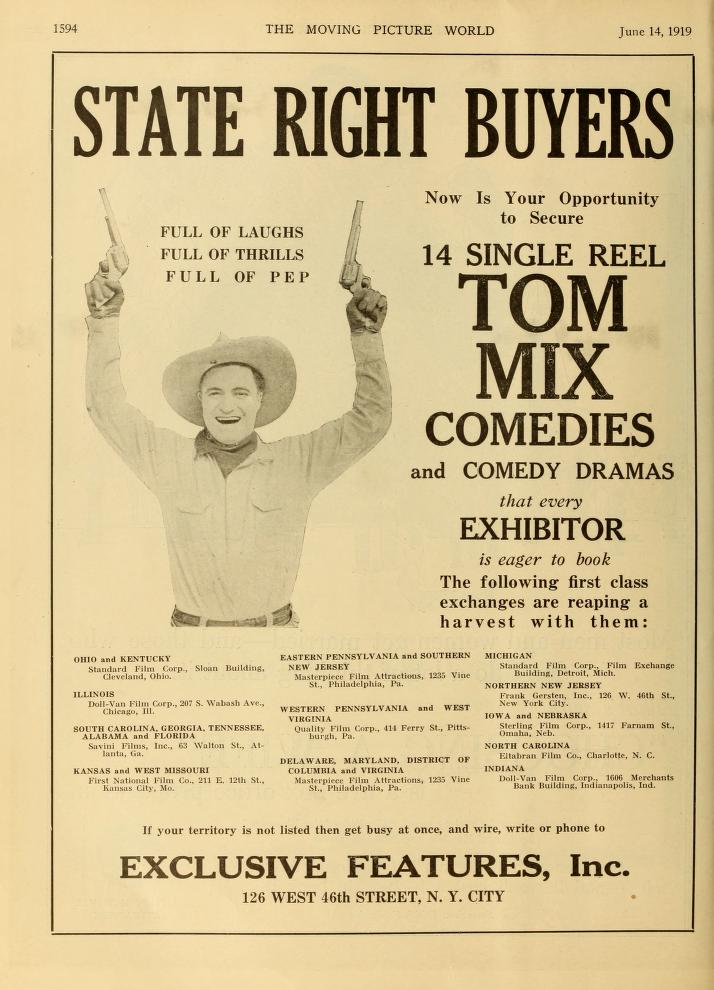
Publicité (1919).
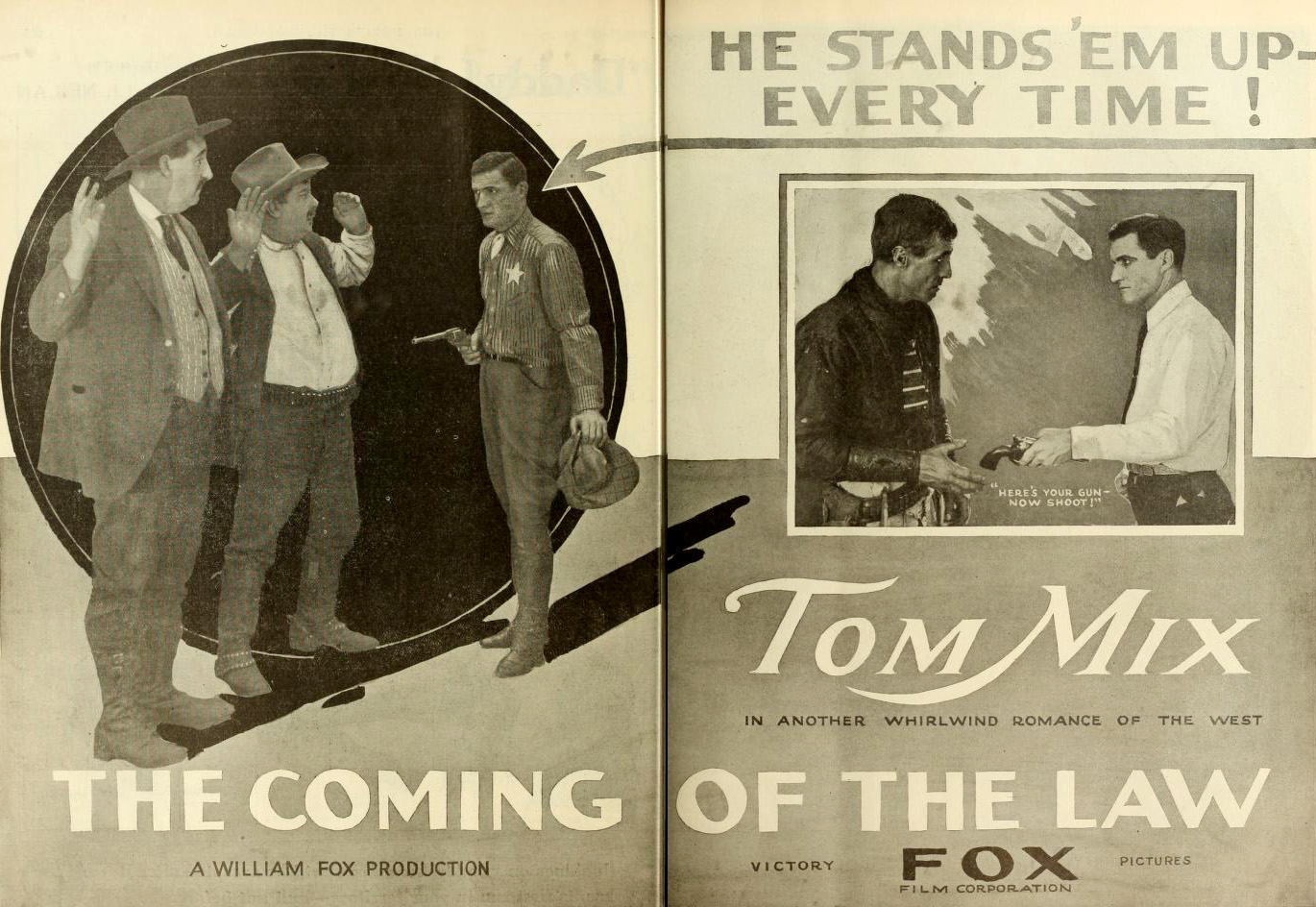
Publicité (1919).
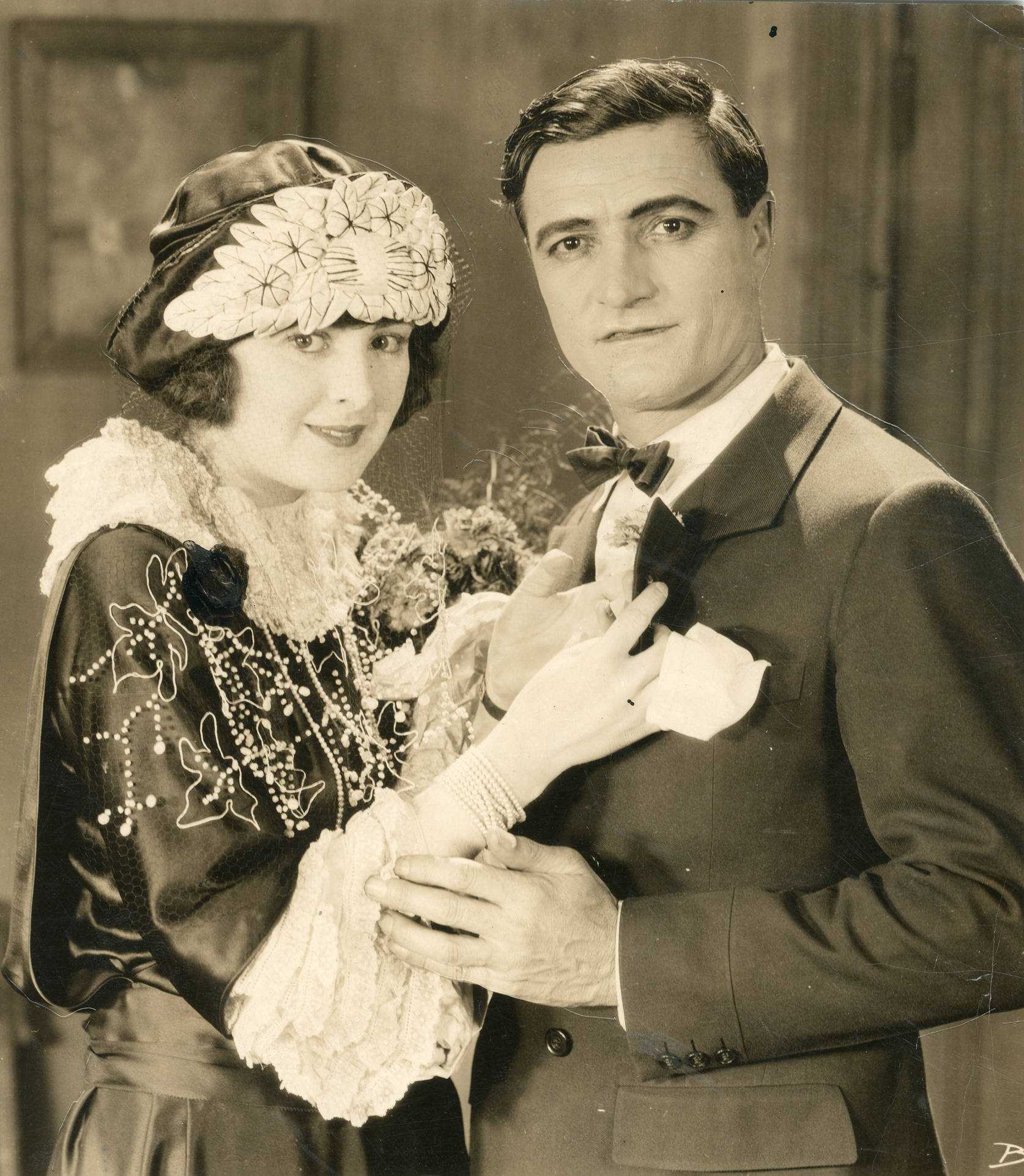
Billie Dove et Tom Mix dans Soft Boiled.